# Longicollum psettodesai
Longicollum psettodesai is een soort in de taxonomische indeling van de Acanthocephala (haakwormen). De worm wordt meestal 1 tot 2 cm lang. Ze komen algemeen voor in het maag-darmstelsel van ongewervelden, vissen, amfibieën, vogels en zoogdieren.
De haakworm komt uit het geslacht Longicollum en behoort tot de familie Pomphorhynchidae. Longicollum psettodesai werd in 1980 beschreven door P. C. Gupta & V. C. Gupta.